# Tasmanija
Tasmanija (eng. Tasmania), je otočna savezna australska država površine 67.800 km.² (samo kopno), odvojena od australskog kontinenta Bassovim prolazom.  Prostire na 334 otoka, od kojih je najveći Tasmania, i manji Bruny, Hunter Islands, Furneaux Group, King Island i Macquarie.

## Povijest
Nizozemski pomorac Abel Tasman je 24. studenog 1642. godine kao prvi Europljanin otkrio otok Van Diemenovu zemlju, koji je kasnije preimenovan u Tasmaniju.
Predstavlja granicu Indijskog i Tihog oceana.
Do doseljenja Europljana, na Tasmaniji su živjeli Tasmanski Aboridžini (vlastita imena lutrawita i trouwunna). Engleske vlasti su tijekom vremena napravile pravi genocid nad njima.

## Životinjski svijet
Otok Tasmania poznat je po tasmanijskom vragu, vrlo agresivnoj maloj životinji.Također na samom otoku su zastupljene neke vrste zmija otrovnica, a pogotvo je poznata tigrasta zmija.